# 蘭氏蝦屬
蘭氏蝦屬（學名：Ramskoeldia）是一種放射齒目的一個屬，底下還有兩個物種，分別是：扁刺蘭氏蝦（學名：Ramskoeldia platyacantha，又稱作寬棘蘭氏蝦）和似形蘭氏蝦（學名：Ramskoeldia consimilis）。在中國發現此物種的，生活在寒武紀的中期。發現了蘭氏蝦的附肢和咀嚼式的口器，和一些比較不完整的口錐化石。此物種與同科的里拉琴蟲屬和抱怪蟲屬很相近，都是在中國南部發現的，而且附肢形狀很類似。

## 發現
在中國雲南東部共四個地方都有發現蘭氏蝦的化石，分別是：筇竹寺地層（Chiungchussu Formation）中的玉案山組（Yu'anshan Formation），海口鎮（Haikou area）的麻坊層（Mafang section）和還有耳材村層（Ercaicun section），還有澄江市的黑馬底層發現了許多標本。在美國發現了可能是似形蘭氏蝦的化石標本。

## 命名
屬名Ramskoeldia是為了感謝拉爾斯·拉姆斯科爾德（Lars Ramsköld）他早期對澄江生物群的研究，而且提出有一些放射齒目的物種有咀嚼式的口器，這個的想法；扁刺蘭氏蝦（Ramskoeldia platyacantha）的种加词platyacantha是由希臘語platy（寬闊）和希臘語acanth（棘刺）組成的，指附肢的腹側上有許多較大的刺；似形蘭氏蝦（Ramskoeldia consimilis）的种加词consimilis是由拉丁語相似的意思，因為附肢長相與帚刺侯氏蝦（Houcaris saron）非常相似。

## 型態

### 前附肢

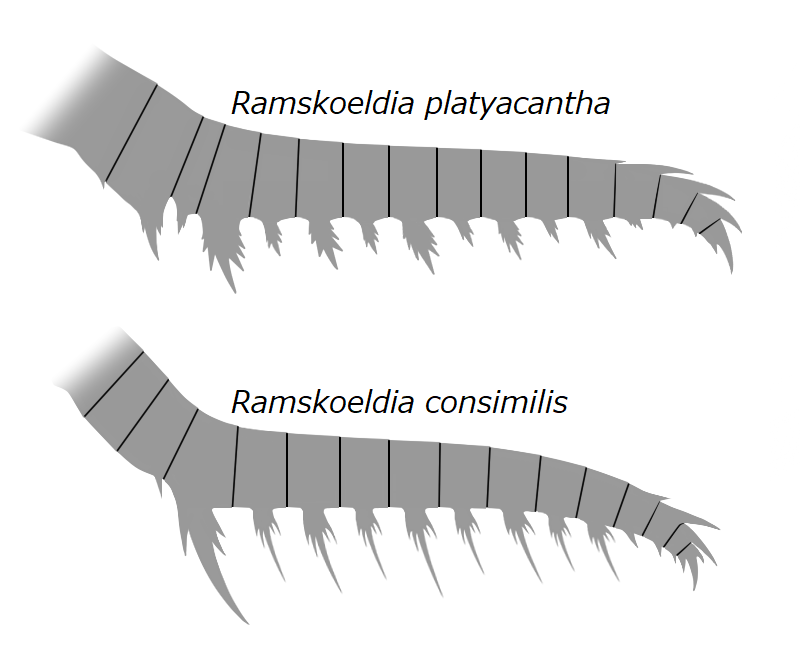
蘭氏蝦屬的兩個物種附肢復原圖。（上）是平棘蘭氏蝦的附肢，（下）相似形蘭氏蝦的附肢。

附肢分為兩部分，柄节（shaft） 和螯节（distal articulated region），柄节為靠近頭部的部分，螯节為附肢延伸出去的部分。腹側上的刺稱作附肢内叶（endite），在内叶上還有更小的刺，稱作前附肢辅助刺（auxiliary spines）。附肢的背側上有刺，稱作背刺（dorsal spine）。

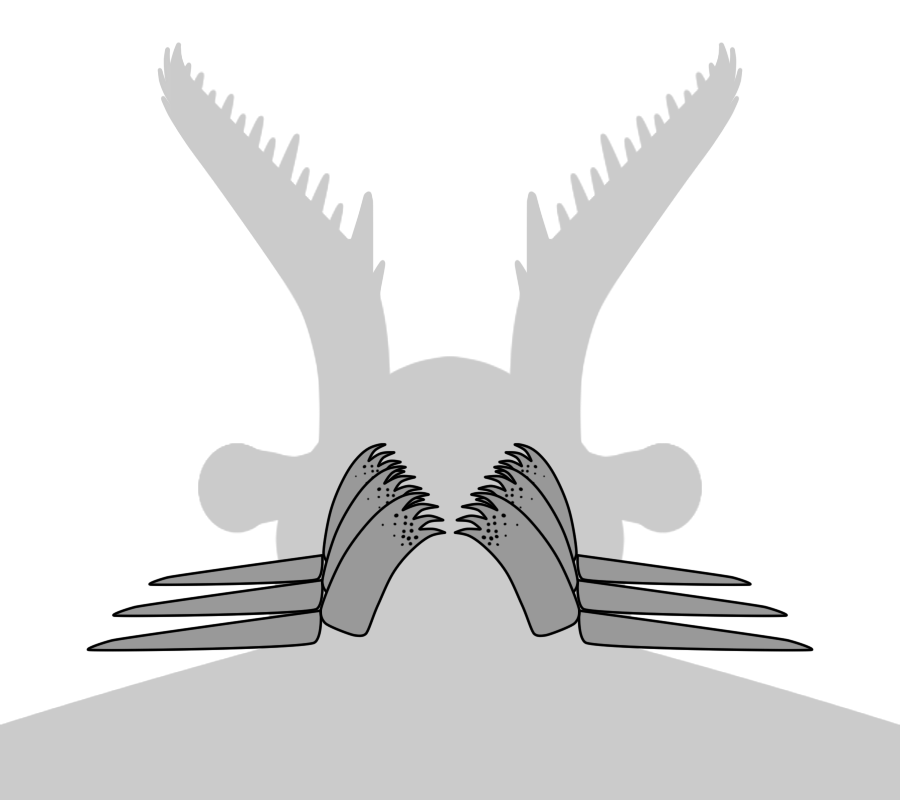
（腹側）放射齒目物種的咀嚼式的口器。前灰色是放射齒目的頭部結構，而深灰色是咀嚼式的口器還有頸上的鰭稱作「前鰭」（anterior flaps）。

扁刺蘭氏蝦的附肢長度約為15公分（如果不包含梗節的部分）。在梗節與末端節的背側形成了一個大約150度的夾角，但是也有些標本的夾角是直的。附肢上比較寬的前附肢棘，分布在第四節到第十五節上。大部分的前附肢棘上有兩對前附肢輔棘，前附肢輔棘左邊與右邊的刺並不對稱，右邊稍為的長了一點，而前附肢輔棘的末端指向附肢的外側。在偶數節的前附肢棘比在奇數節的前附肢棘還要大，與可能是奇蝦科的薄刃蝦屬或是抱怪虫科的關山蝦屬一樣，而且越後面的棘會愈來愈小，但有一個例外是第八節的比第六節還要大。第四節的前附肢棘最大，但是與其他比較短的前附肢棘一樣，都沒有超過附著在那個節的高還要長。第十二節至第十六節上有背刺，而第十二節的背刺非常微小，而十三節至第十五節的背刺最長。最後一個節，也是第十六節，上面有兩根小刺，一根是背刺，另一根是末刺。在梗節上也有前附肢棘，其中的第二節有著與端節的節插不多大小的前附肢棘。第一節與第三節只有一根刺的前附肢棘。
似形蘭氏蝦的附肢比起寬棘蘭氏蝦的附肢還要更細長，在梗節與末端節的背側形成了一個大約126至148度的夾角。第四節到第十五節具有非常多前附肢輔棘的前附肢棘，至少在前附肢棘的基部都會有一對前附肢輔棘。前附肢棘的大小也隨著奇數節或是偶數節，偶數節的前附肢棘比奇數節的前附肢棘還要大。每個前附肢棘都會有兩對前附肢輔棘。而且在第四節的前附肢棘最大，第四節與第六個、第八個、第十二節一樣，前附肢棘比它附著的節還要長，前附肢棘還要稍微的彎曲。在第十三節到第十五節有的背刺，而第十六節有許多非常嬌小、類似爪子的末刺，在第三節的腹側也有類似的小刺。

### 咀嚼式口器
咀嚼式口器（gnathobase-like structures, GLSs）位在頭部附近。兩側咀嚼式口器的末端刺互相指著，代表可能在成對的。這兩側的是由六個小塊具有小小的突出物，排成兩排。

## 分類

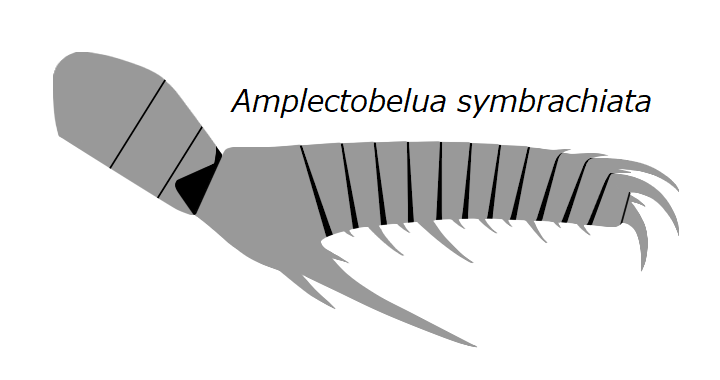
雙肢抱怪蟲（Amplectobelua symbrachiata）的附肢復原圖，黑色為節間膜。

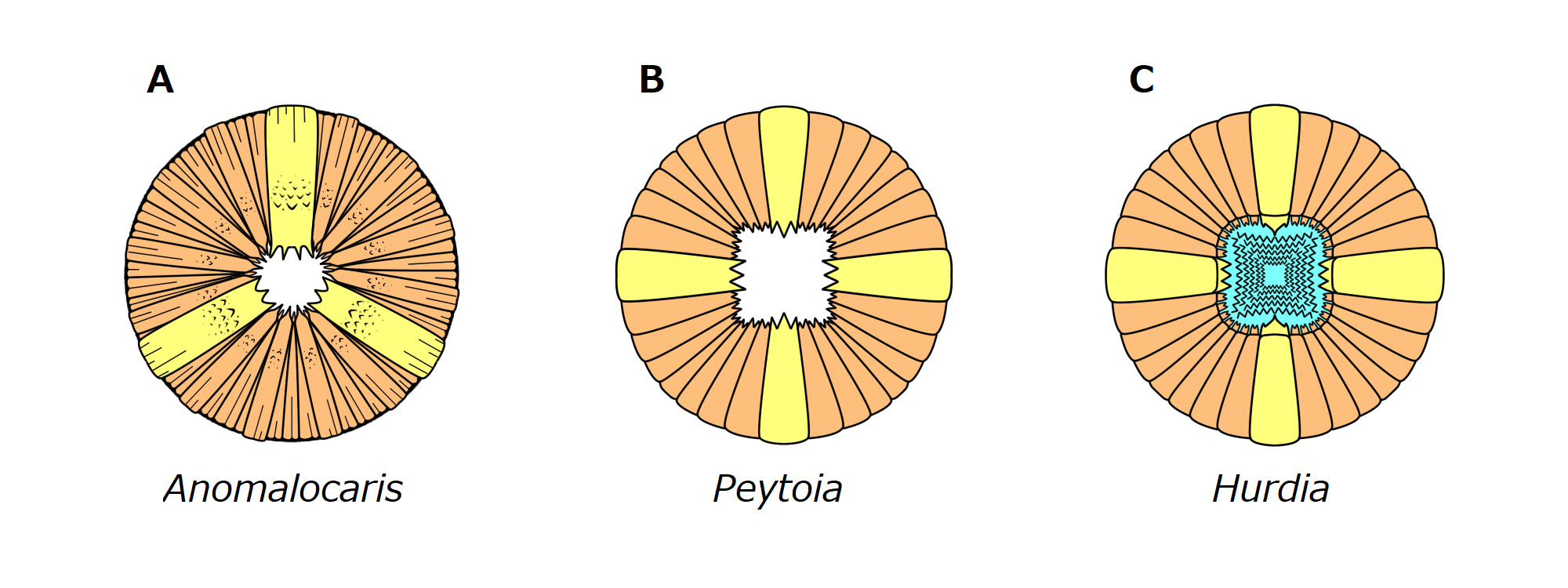
（左）奇蝦屬（Anomalocaris）（中）和皮托蝦屬（Peytoia）赫德蝦屬（Hurdia）的口錐。口錐是口器周圍環繞著一圈齒，用於進食。

而某些發現的物種，例如：赫德蝦屬（Hurdia）和奇蝦屬（Anomalocaris）都是發現口錐，而不是發現咀嚼式口器。而抱怪蟲屬（Amplectobelua）的雙肢抱怪蟲（Amplectobelua symbrachiata）也有發現同樣的結構，所以可能抱怪蟲屬與為同一個科，再加上附肢的型態也很相近。在第四節的前附肢棘最大，而偶數節的前附肢棘比奇數節的前附肢棘還要大。

## 資料來源
1. 1 2 3 4 5 6 7 8 9 10  Cong, Pei‐Yun; Edgecombe, Gregory D.; Daley, Allison C.; Guo, Jin; Pates, Stephen; Hou, Xian‐Guang.  (PDF). Papers in Palaeontology. 2018-06-23, 4 (4)  [2024-01-31]. ISSN 2056-2799. doi:10.1002/spp2.1219. （原始内容存档 (PDF)于2024-02-10）.
2. ↑  Xian‐Guang, Hou; Bergström, Jan; Ahlberg, Per. . GFF. 1995-09, 117 (3). ISSN 1103-5897. doi:10.1080/11035899509546213.
3. ↑  Cong, C; Ma, M; Hou, H; Edgecombe, E; Strausfeld, S. . MorphoBank datasets. 2015  [2024-01-30].
4. ↑  Pates, Stephen; Daley, Allison C.; Edgecombe, Gregory D.; Cong, Peiyun; Lieberman, Bruce S. . Papers in Palaeontology. 2019-09-19, 7 (1). ISSN 2056-2799. doi:10.1002/spp2.1277.
5. ↑  Guo, Jin; Pates, Stephen; Cong, Peiyun; Daley, Allison C.; Edgecombe, Gregory D.; Chen, Taimin; Hou, Xianguang. . Papers in Palaeontology. 2018-08-13, 5 (1). ISSN 2056-2799. doi:10.1002/spp2.1231.
6. ↑  Wang, YuanYuan; Huang, DiYing; Hu, ShiXue. . Chinese Science Bulletin. 2013-06-07, 58 (32). ISSN 1001-6538. doi:10.1007/s11434-013-5908-x.
7. ↑  Zhang, Mingjing; Wu, Yu; Lin, Weiliang; Ma, Jiaxin; Wu, Yuheng; Fu, Dongjing. . Biology. 2023-04-11, 12 (4). ISSN 2079-7737. doi:10.3390/biology12040583.
8. 1 2  Cong, Peiyun; Daley, Allison C.; Edgecombe, Gregory D.; Hou, Xianguang. . BMC Evolutionary Biology. 2017-08-30, 17 (1). ISSN 1471-2148. doi:10.1186/s12862-017-1049-1.